# 漢拏山

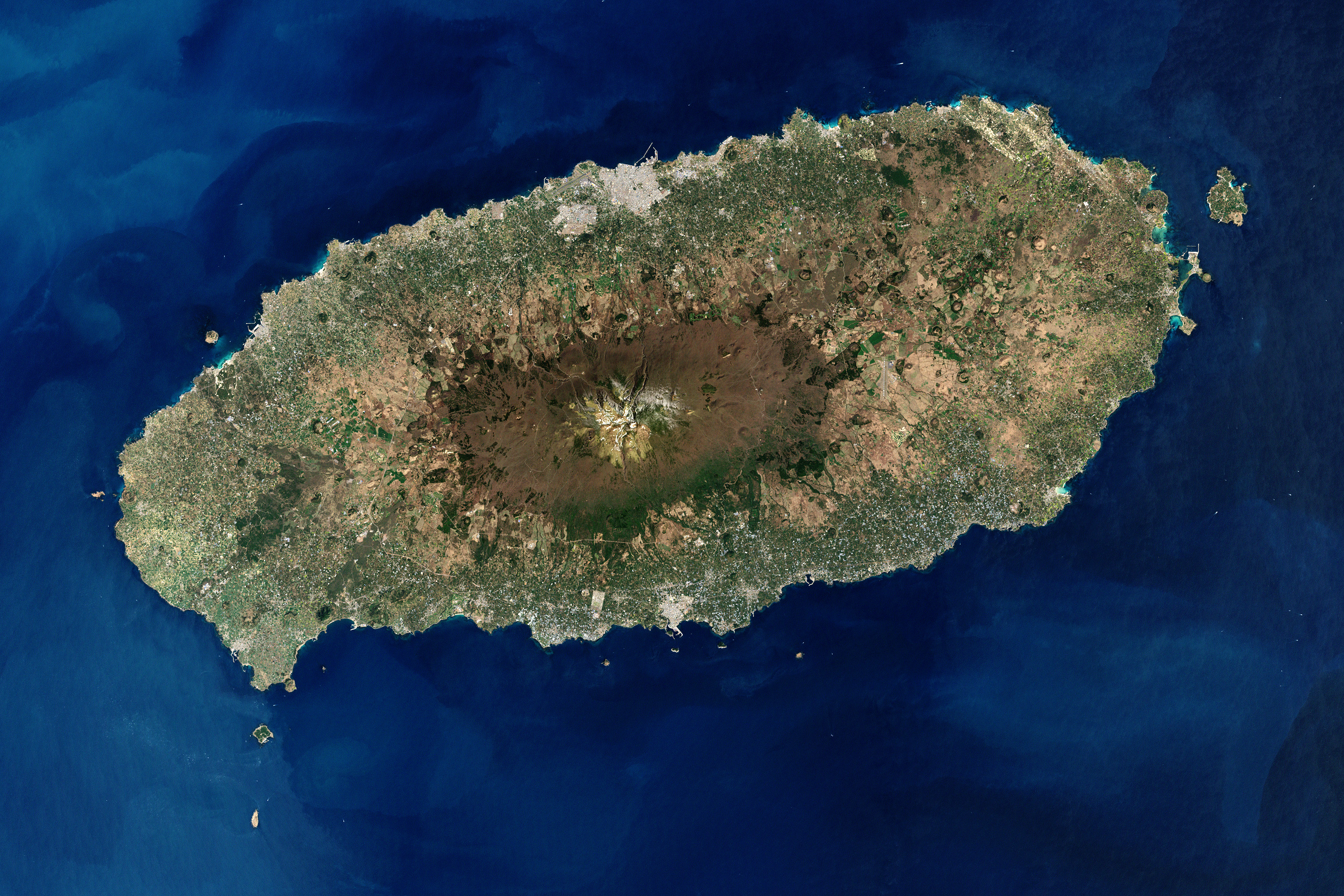
済州島。中心が漢拏山。

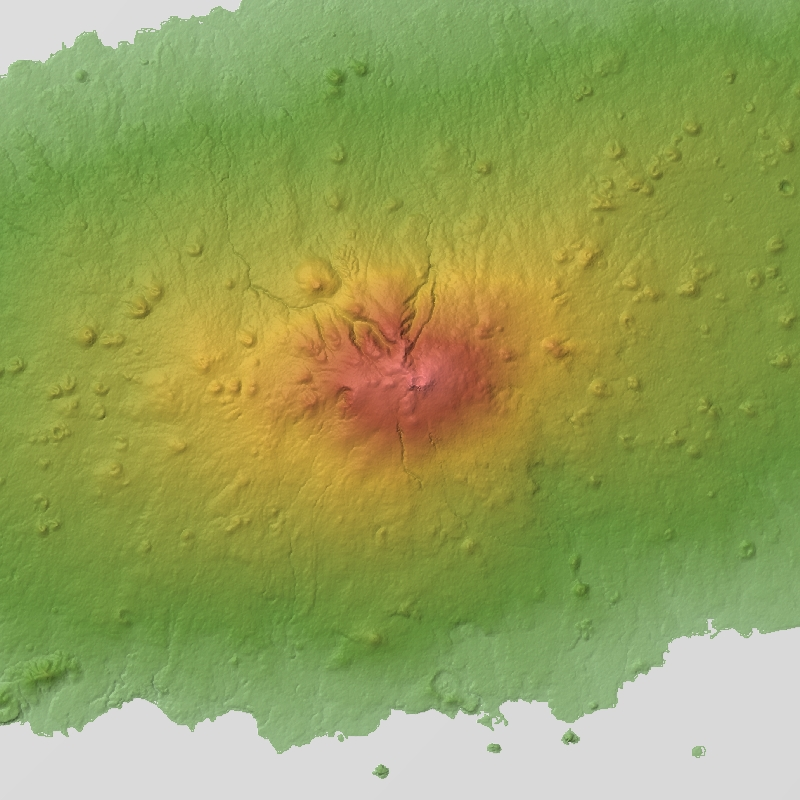
済州島中心部の地形図。

漢拏山の山頂火口。白鹿潭（池）がある。

漢拏山（ハルラサン、かんなさん、朝: 한라산、英: Hallasan Mountain）は、韓国の済州島にある山。標高1,947 mであり、韓国の最高峰。

## 概要
漢拏山は一帯が国立公園に指定（1970年3月24日）されており、また、韓国の天然記念物第182号として天然保護区域となっている。2007年6月27日には「済州の火山島と溶岩洞窟群」の主要部分として、ユネスコの世界遺産にも登録された。初夏のゲンカイツツジやオンツツジが咲く時期は中腹がピンクの花で覆われ、また、秋の紅葉も美しいため、多くの登山客が訪れる。海抜1,000 - 1,500メートルの地帯はタンナザサなどのササ類が多く茂り、チョウセンシラベ（Abies koreana）も多い。
2002年には国際連合が定めた国際山岳年を記念し、山林庁は100大名山を選定、この中に漢拏山も名を連ねることとなった。

## 名称
かつては釜岳（カマオルム、가마오름）、圓山（ウォンサン、원산）、鎮山（チンサン、진산）、仙山（ソンサン、선산）、頭無岳（トゥムオルム、두무오름）、浮羅山（プラサン、부라산）、瀛州山（ヨンジュサン、영주산）、穴望峯（ヒョルマンボン、혈망봉）など、さまざまな名称で呼ばれた。なお、北朝鮮の文化語において、「漢拏山」は한나산(ハンナサン)と表記されるが、実際の発音は南と同じく「ハルラサン」である。
金剛山（クムガンサン、금강산 ）、智異山（チリサン、지리산）と合わせて、三神山とも称される。

## 地質
プレートが衝突して沈み込むことでマグマが生まれ、火山が形成される日本列島と異なり、安定した大地の韓国には火山が少ない。済州島は全体が第四紀の楯状火山であり、漢拏山はその最高峰である。島には約360個の側火山が形成されており、地元ではこれをオルム 오름と呼んでいる。歴史時代の活動としては、1002年、1007年、1440年、1570年が報告されている。漢拏山の頂上火口には、白鹿潭（ペンノクタム）と呼ばれる池がある。

## 生態系
山の周辺のムリョンアリオルム（寄生火山の火口湖）、ムルジャンオリオルム（寄生火山の火口湖）、海抜1100湿地（小さな湖沼と泥炭地の山岳湿地）、スムンムルベンディ（泥炭湿原）の4カ所の湿地はラムサール条約に登録された。一帯にヤマシャクヤクなどの植物やヤイロチョウ、イヌワシ、ハヤブサ、クロハゲワシ、トビ、サンコウチョウ、ジムグリガエル、セスジネズミなどの珍しい動物が見られる。

## 登山
2012年10月現在、山体保護の為、東稜の一部を除いて、頂上部への立ち入りは禁止されている。また、西北壁、南壁への立ち入りも禁止されている。従来入山料が徴収されていたが、世界遺産登録後無料となった。
整備されている登山路（探訪路とも呼ばれている）は5つあり、観音寺登山路、城板岳登山路の2つは火口脇の東稜頂上まで行くことができ、互いに通じている。なお、この東稜頂上の標高は約1,920mで、漢拏山の最高地点ではない。最高地点の三角点は西稜にあるが、現在一般登山者の立ち入りは禁止されている。残りのオリモク登山路、霊室登山路はこれより短く、トンネコ登山路は西帰浦市側から登れ、互いに通じているが、いずれも西北壁、南壁が通行禁止のため、海抜約1,700m地点までしか登ることができない。
また、夜間登山ならびに山中での野営等は禁じられており、日没前に完全下山完了できるように、季節により時間が異なるが、途中の待避所で12時前後になるとそれ以上登れず、東稜頂上で14時前後になると下山が求められる。また、火気の使用も禁じられている。
登山路や案内板が大変良く整備され、待避所もあるため、軽装で登る観光客も多いが、急な気象変化に備えて、ある程度の装備はする事が望ましい。特に11月から4月は山頂部で氷雪に遭うから、アイゼンが必携となる。
東稜頂上に建つ「白鹿潭」の石碑を入れて自分を撮影した証拠写真を、登山口にある国立公園事務所に持っていって見せると、1,000ウォンで公式登頂証明書を発行してくれる。

### 城板岳登山路
城板岳（ソンノルオルム、성널오름）登山路は、東から東稜頂上へ向かうコース。距離9.6km、登りコースタイム4時間半。コース途中に往復40分のサラオルム展望台があり、火口湖と済州島の南部が眺望できる。登山口まで路線バスが利用しやすく、傾斜が緩く、板階段などが整備されたコースであるが、長丁場なので、歩き切るには忍耐力が必要。入り口に食堂、途中に水場、カップ麺や飲み物を扱う売店もあるため、最も多くの登山客が利用する。済州市外バスターミナルから5.16中文高速化線西帰浦市外バスターミナル行きバス(06時から21時の間多数運行)で約30分の城板岳下車すぐが登山口。

### 観音寺登山路
観音寺（クァヌムサ、관음사）登山路は、北から東稜頂上へ向かうコース。このルートは、日本植民地時代の登山路であった。登山者は、城板岳登山路と比べると比較的少ない。傾斜がきつく、急な石段や木製階段が続く箇所が多いが、トレイルは良く整備されていて歩きやすい。距離8.7km、登りコースタイム5時間。途中で耽羅渓谷を渡った後、見通しのきかない尾根をひたすら登るところが辛い。尾根を登り切った標高約1,500ｍ地点に三角峰避難小屋が建つ。そこからは、北壁の勇壮な景色を眺めながらの登りとなり、静かでダイナミックな登山を楽しめる。登山口までのバスは第二・第三土曜日と日曜日にのみ明道岩から東門、市庁などを経由する済州市内バス1号路線が経由して運行される。市内中心部から17kmほどなのでタクシー利用もしやすく、下山客待ちのタクシーも常駐している（ただし、メーターは使わない。値段を交渉の必要があり、済州市内まで１万５千ウォン程度）。また、1117道路を50分間ほど歩けば、城板岳コースと同じ5.16中文高速化線のバス（済州医療院または山川壇バス停）も利用できる。登山口にキャンプ場、コンビニあり。

### オリモク登山路
オリモク（어리목）登山路は、北西から上三岳（ウッセオルム、웃세오름）山小屋（海抜1,700m地点）を経て、南壁分岐点までのコース。南壁は通行禁止のため頂上には行けず、霊室登山路、トンネコ登山路と接続。距離6.8km、登りコースタイム3時間。サジェビ丘まで急な坂を登った後、稜線をたどるコースのため、ハルラ山の眺望は良い。登山口までのバスは、済州市外バスターミナルから1100道路線中文サゴリ行きバス(夏は6時半から16時、冬は8時から15時運行、約1時間に1本。)でオリモクまで約30分。登山口のオリモク広場は、片道30分強で登れ、ハルラ山を眺望できる御乗生岳（オスンセンオルム、어승생오름。標高1,169m）への登山路（1.3km）入り口にもなっているため、観光バスのツアーで訪れる観光客も多い。

### 霊室登山路
霊室（ヨンシル、영실）登山路は、西南からウィッセオルム山小屋を経て、南壁分岐点までのコースで、頂上には行けず、オリモク登山路、トンネコ登山路と接続。距離8.2km、登りコースタイム3時間10分。オリモク登山路と同じ1100道路中文サゴリ行きバスを利用する場合は、霊室入口（ヨンシルイプク、영실입구）バス停から登山事務所までさらに1時間弱かかるが、タクシー等の場合、登山事務所より先の駐車場まで入っていけるので距離5.8km、コースタイム2時間30分に短縮できる。五百羅漢と呼ばれる崖の景観が良い。

### トンネコ登山路
トンネコ（돈내코）登山路は、東南から南壁分岐点までのコースで、頂上には行けず、オリモク登山路、霊室登山路と接続。2009年12月まで約15年間閉鎖されていた。距離7.0km、登りコースタイム3時間30分。さらに2.1km、1時間でウィッセオルム山小屋まで行ける。5.16道路線バスを使う場合は、南西橋（ナムソキョ、남서교）または西帰浦産業科学高等学校バス停からさらに1時間ほど余計にかかる。

## 画像

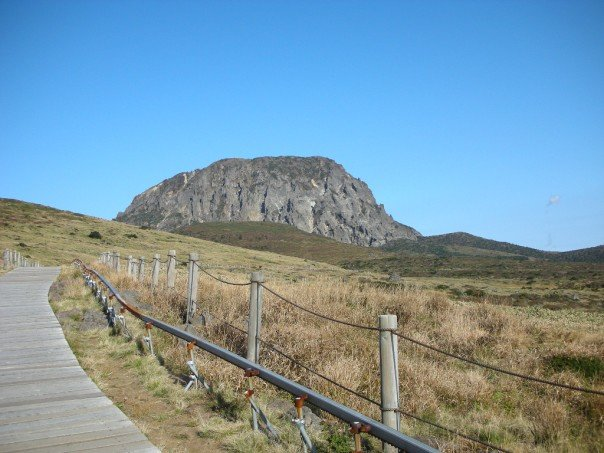
山頂を西から
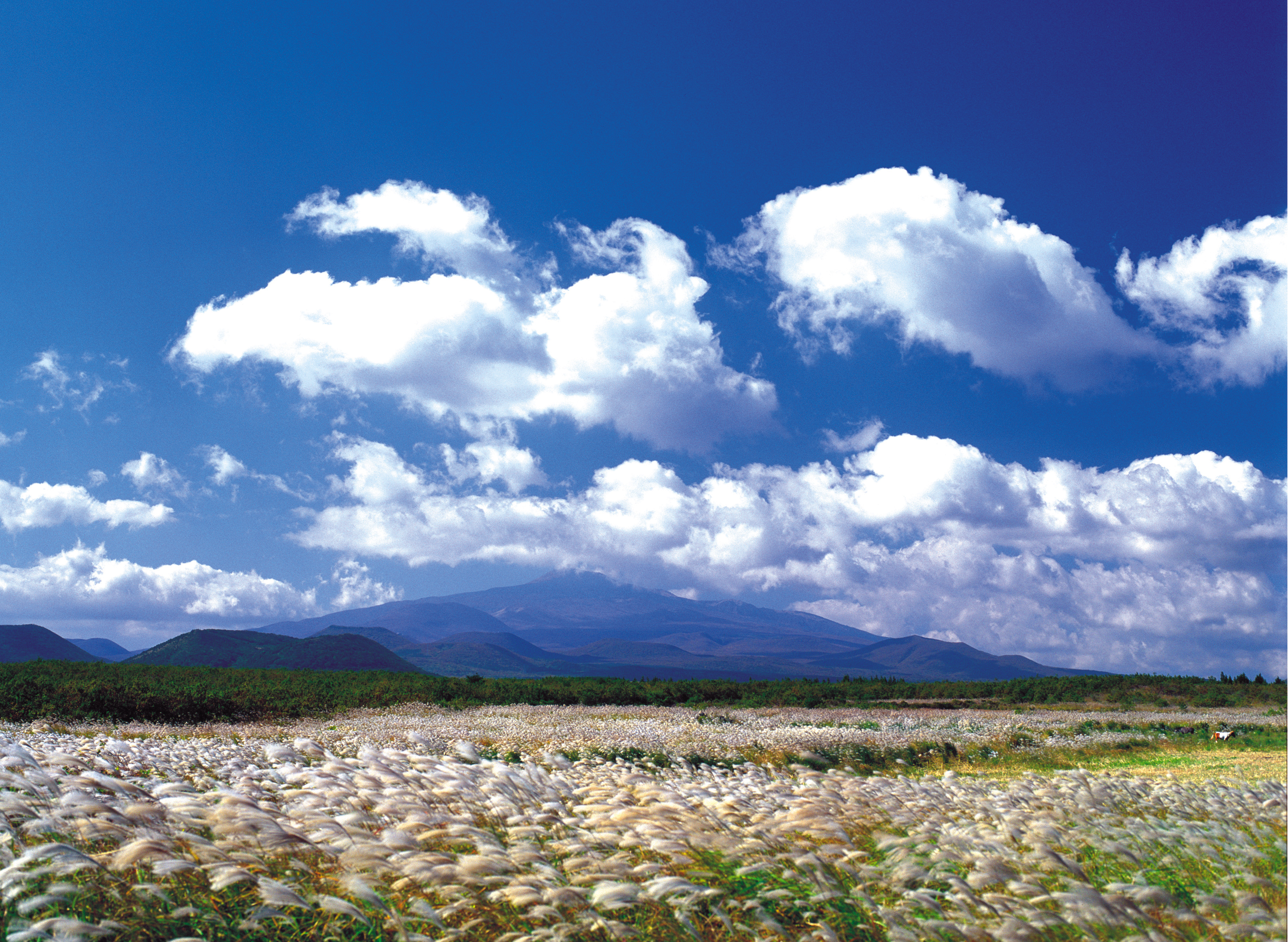
漢拏山遠景 多数の火砕丘が形成されている
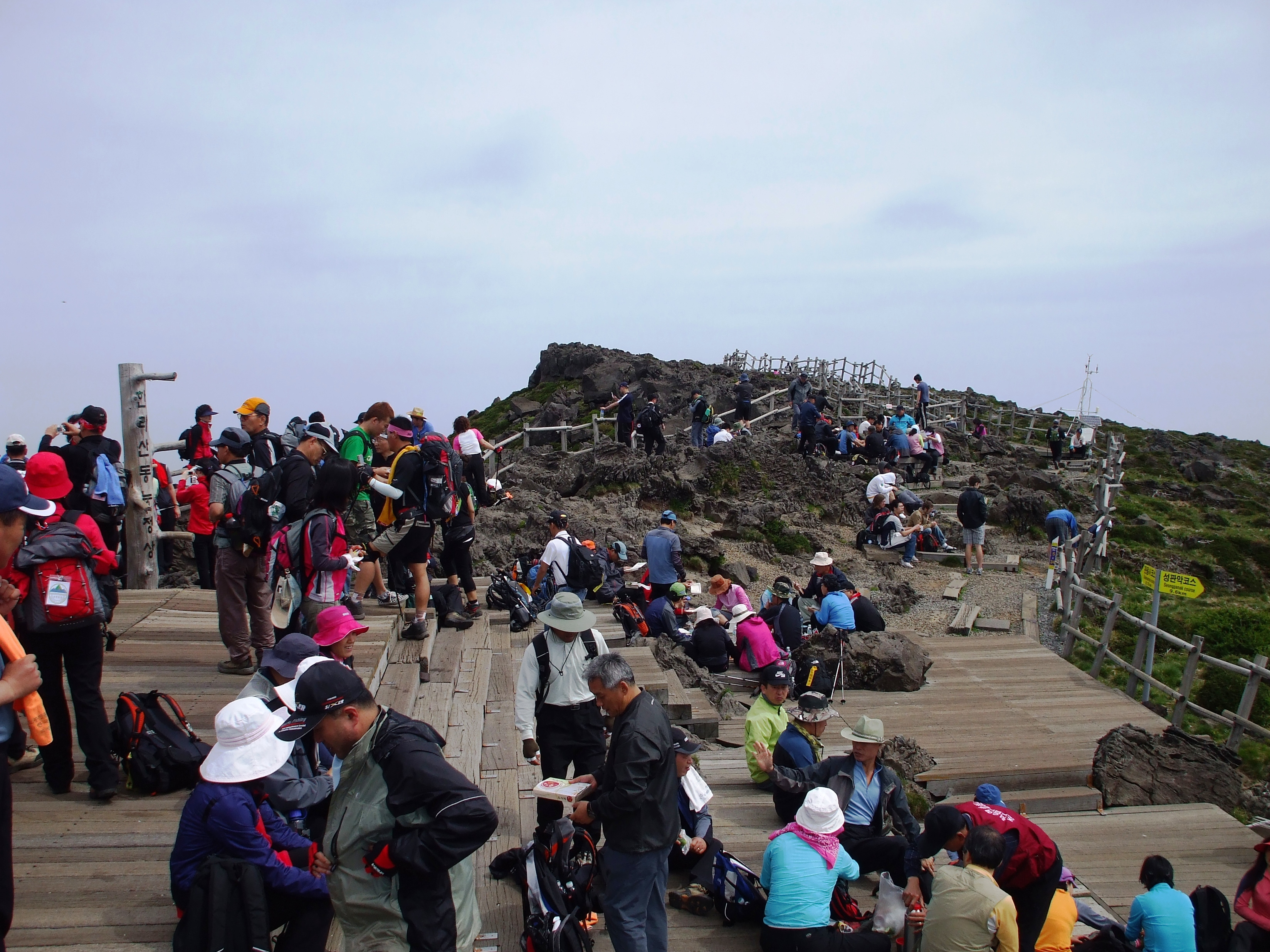
頂上の登山客(2008年6月)
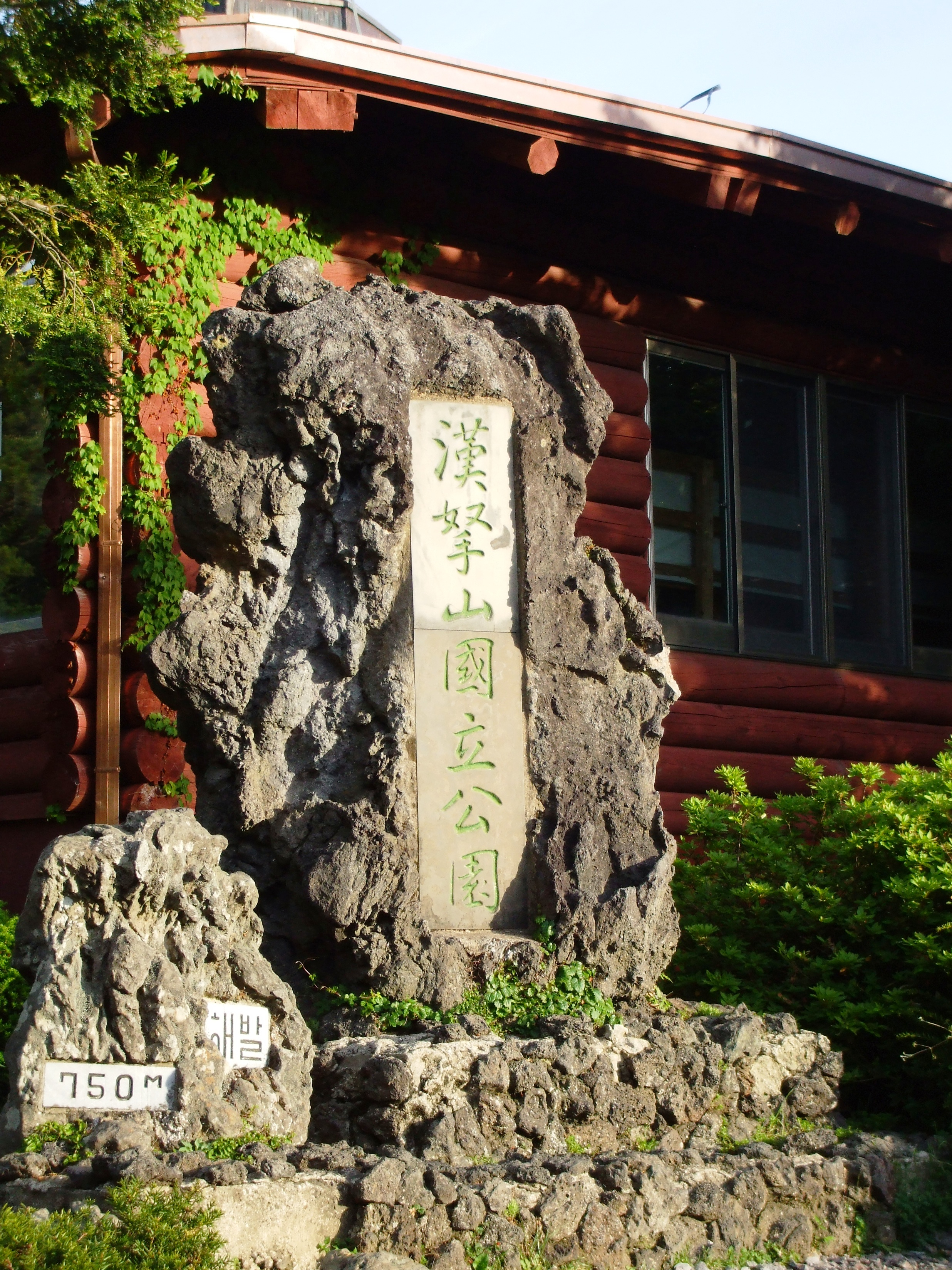
城坂岳登山路入口(2008年6月)
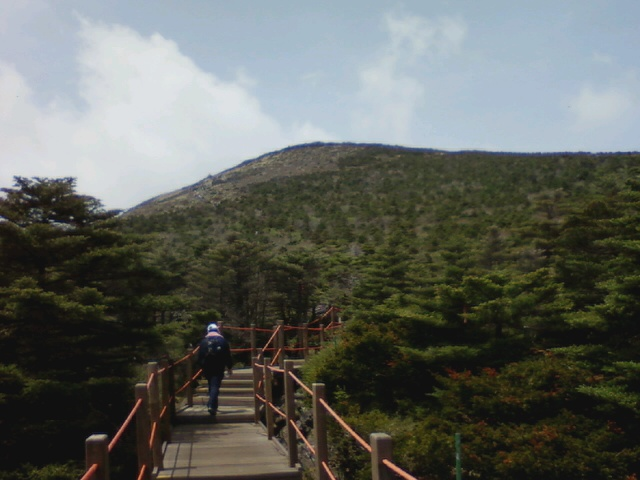
城坂岳登山路の板階段(2010年5月)
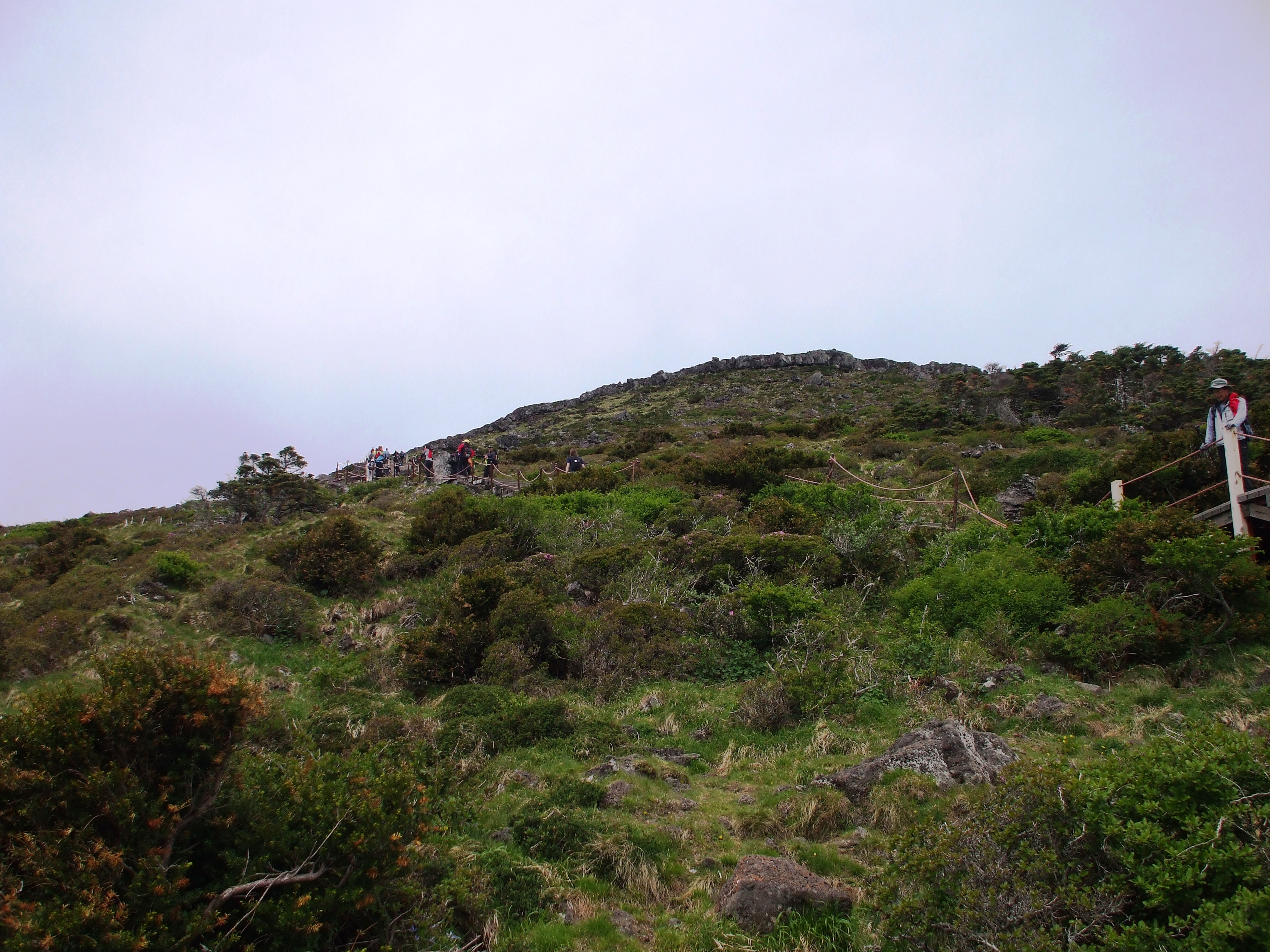
城坂岳登山路の山頂付近(2008年6月)
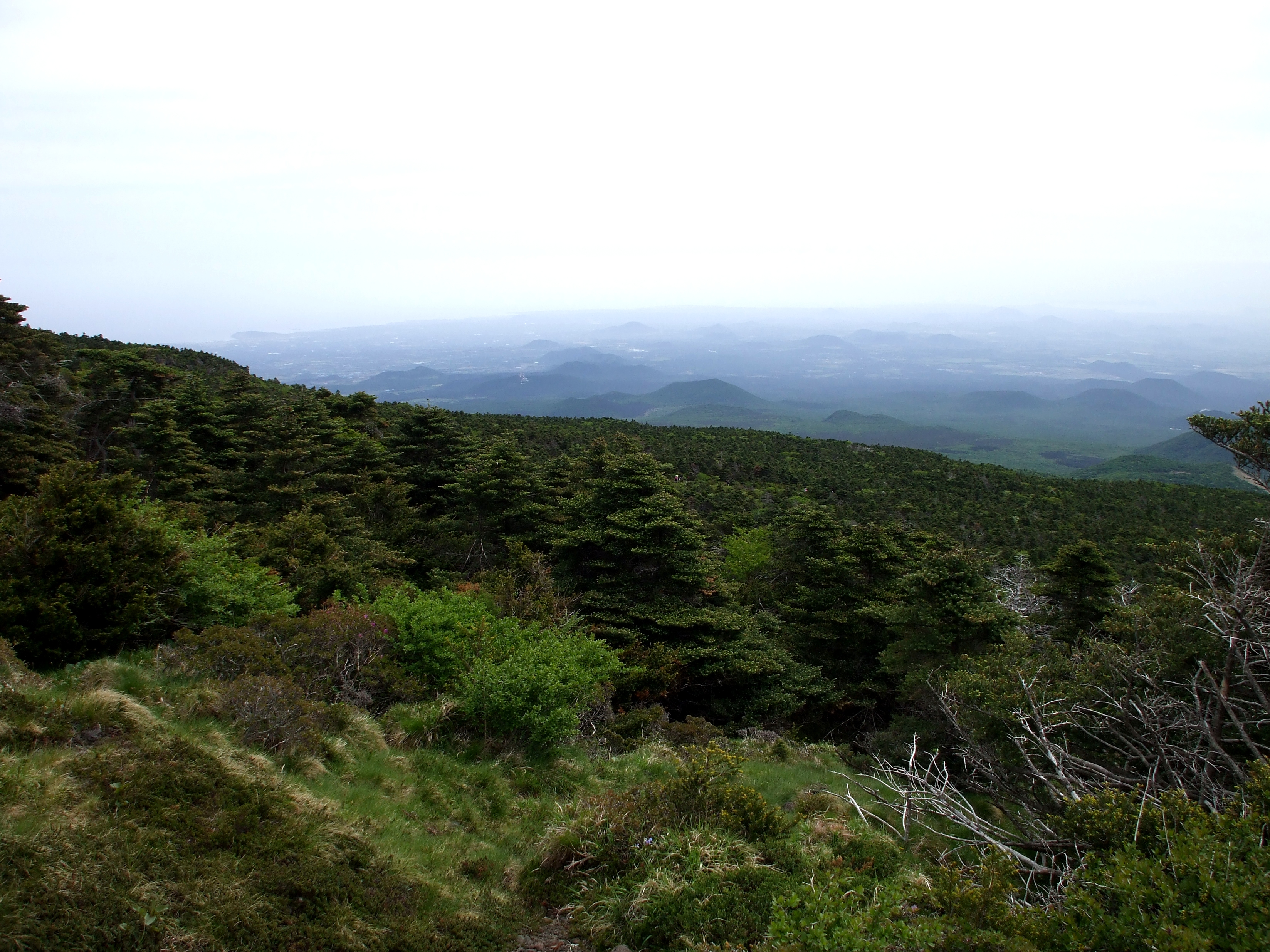
城坂岳登山路から望む側火山群(2008年6月)
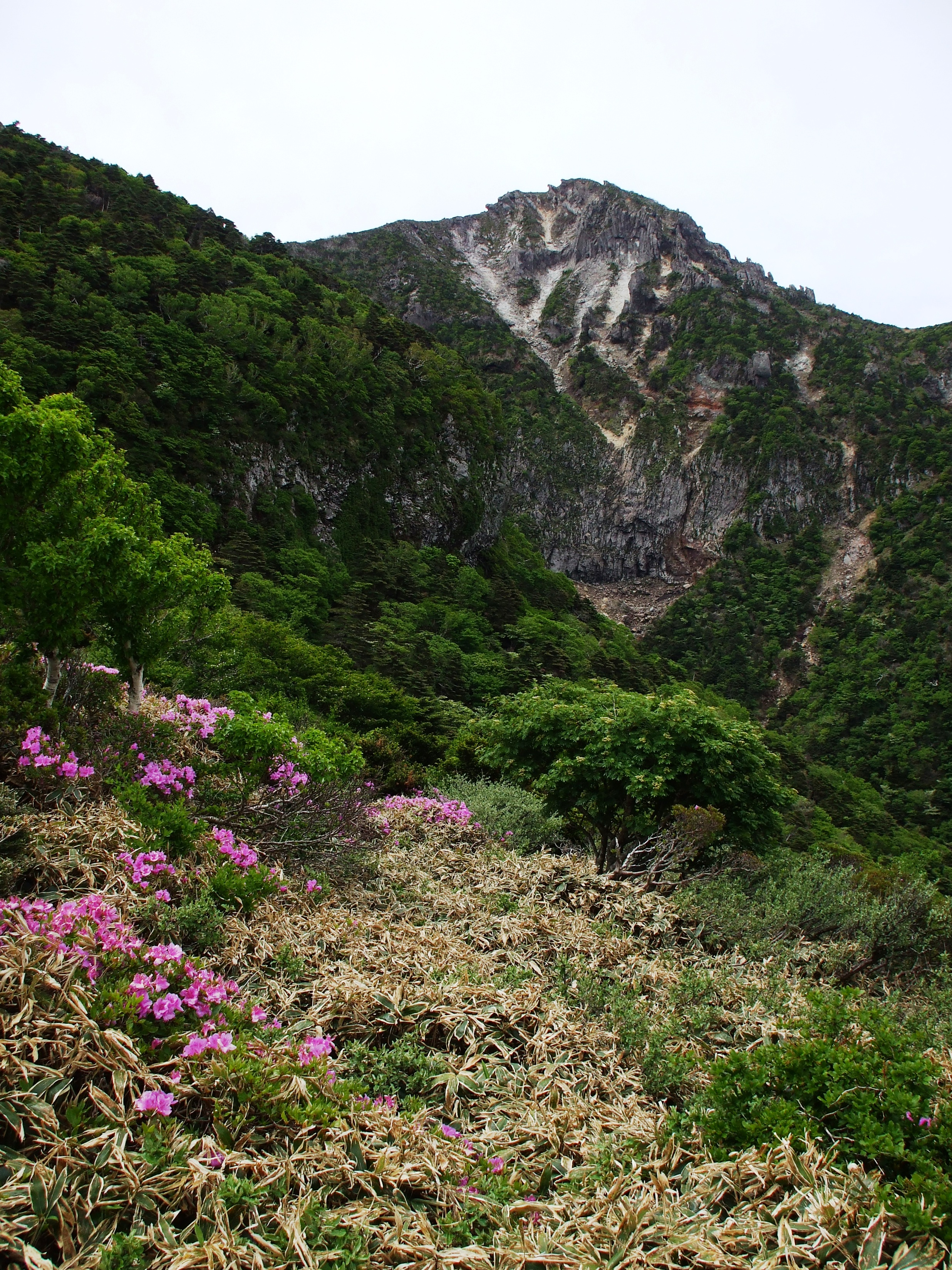
観音寺登山路にて(1)(2008年6月)
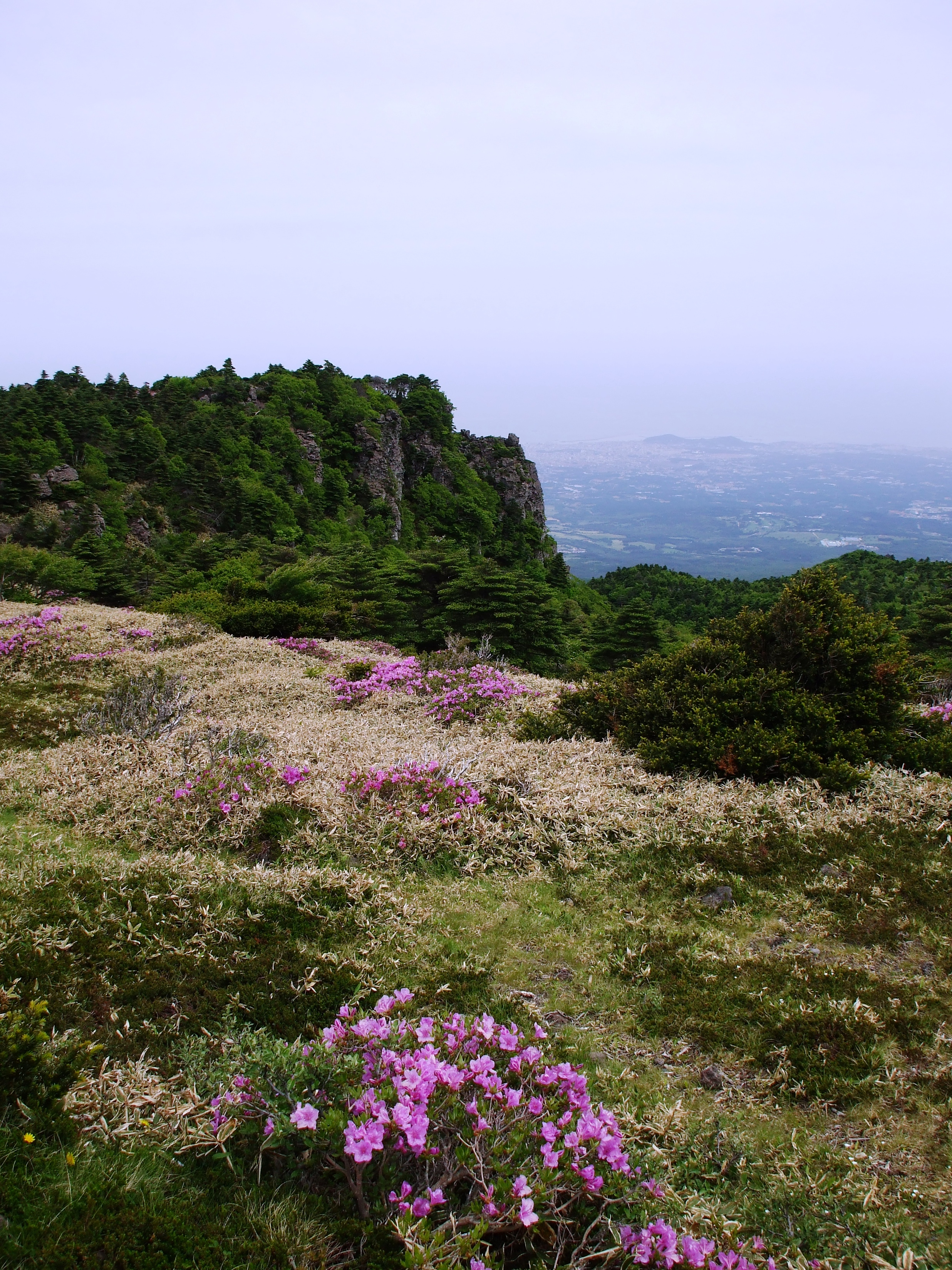
観音寺登山路にて(2)(2008年6月)